# Hanfu

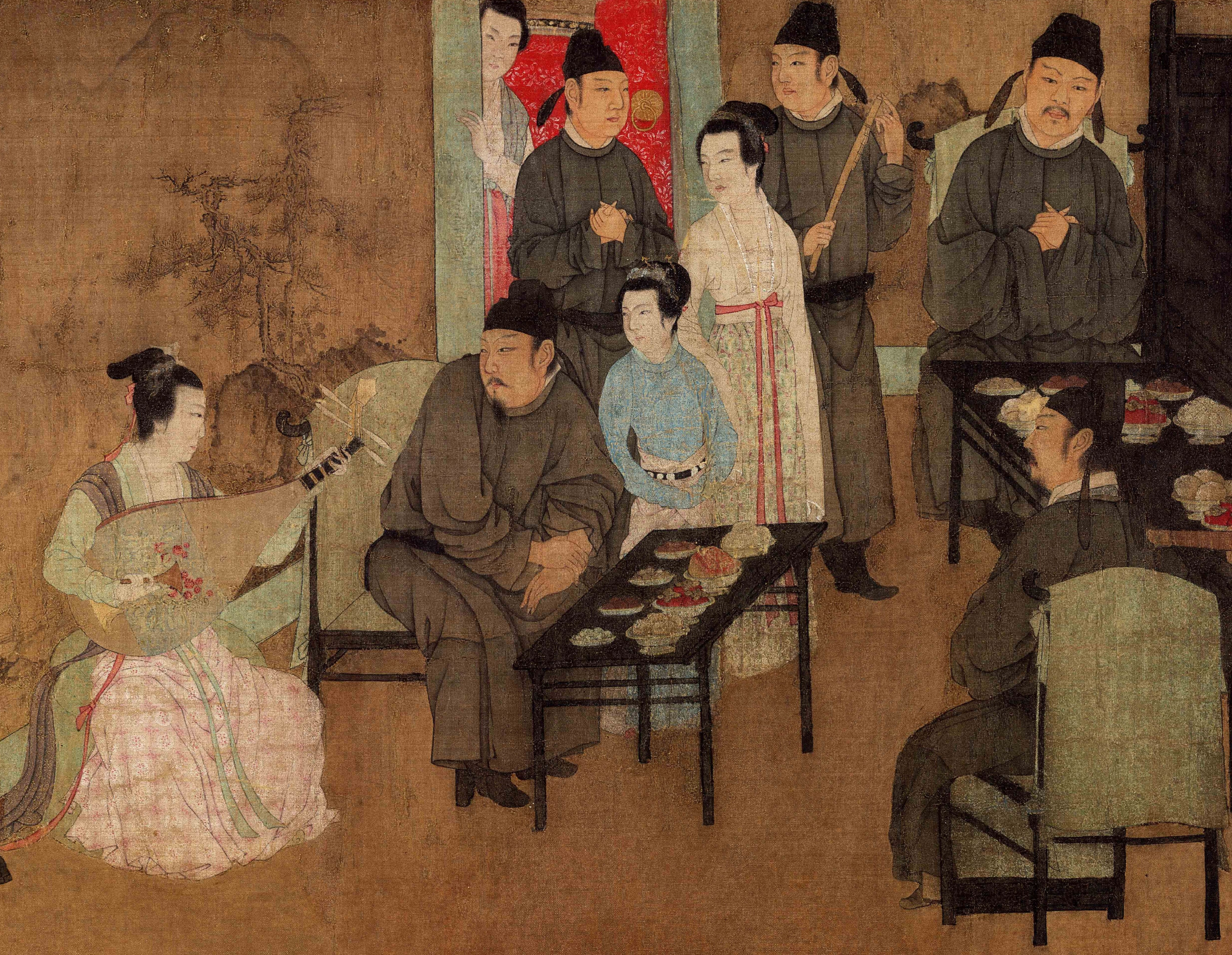
Hanfu – Gemälde des 12. Jh., Edelleute beim Nachtbankett des Han Xizai – 韓熙載夜宴圖

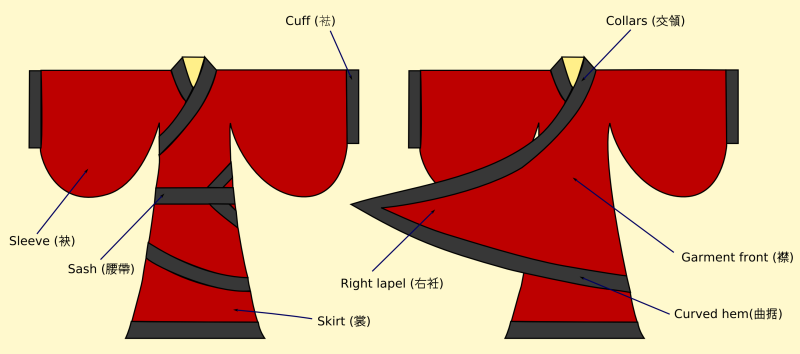
Chinesische Kleidung, „Shenyi – 裳衣“

Die chinesische Han-Kleidung oder Hanfu (chinesisch 漢服 / 汉服, Pinyin Hànfú, Jyutping Hon4fuk6 – „Kleidung der Han“, Min Nan Hanhok), auch Hànzhuāng (漢裝 / 汉装), oder Huáfú (華服 / 华服) genannt und manchmal schlicht als chinesische Seiden-Robe.

## Begriff
Die Bezeichnung Hanfu wurde ursprünglich nicht von den Han-Chinesen gebraucht, sondern von den nationalen Minderheiten, um ihre Kleidung von der der Chinesen zu unterscheiden. Es setzt sich zusammen aus dem Zeichen hàn 漢 / 汉, chinesisch für „Han-Chinese“ bzw. „Han-Volk“ und fú 服, chinesisch für „Kleidung“.

## Geschichte

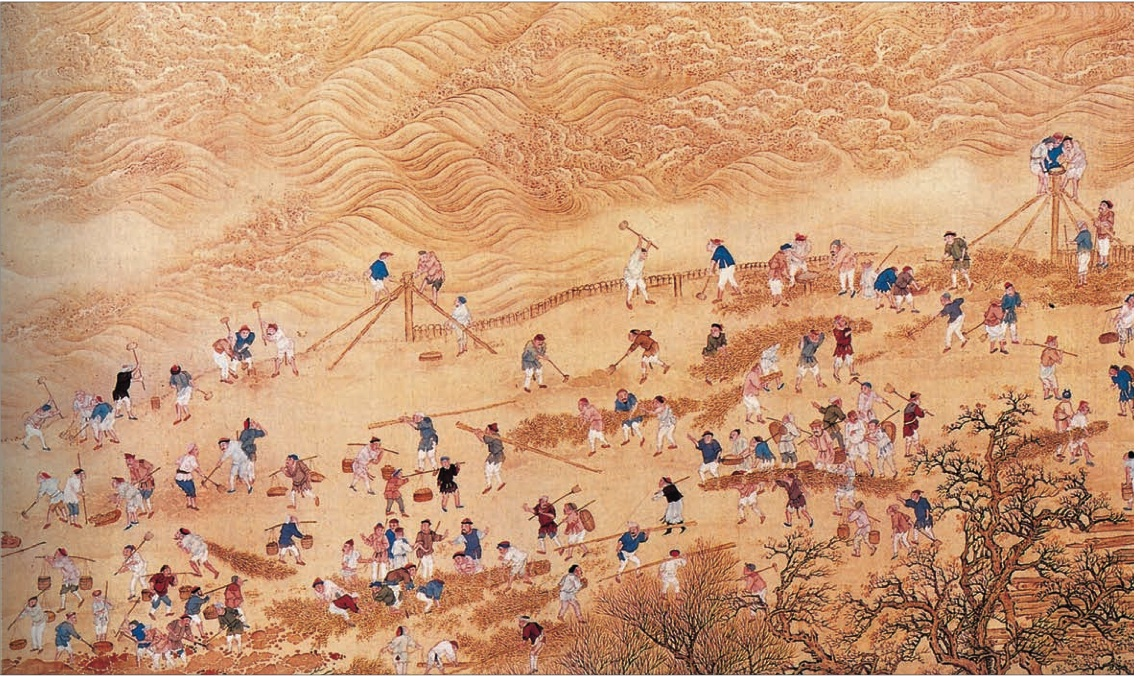
Han und Manchu Kleidung (Qing-Dynastie).

Der Hanfu war die historische Kleidung der Han-Chinesen während eines großen Teils der chinesischen Geschichte und wurde insbesondere in den Jahrhunderten vor der Eroberung durch die Mandschus und der Errichtung der Qing-Dynastie (1644) getragen. Während der Qing-Dynastie durfte die große Mehrheit der Han-Männer sich weiterhin kleiden, wie sie es während der Ming-Dynastie getan hatte.

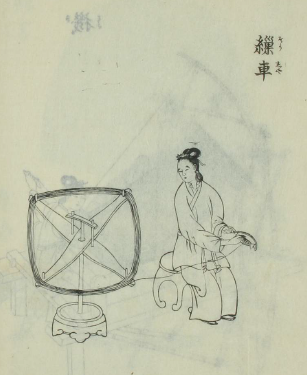
Eine Han-Frau (Qing-Dynastie)
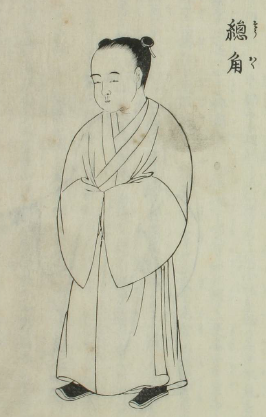
Ein Han-Kind (Qing-Dynastie)
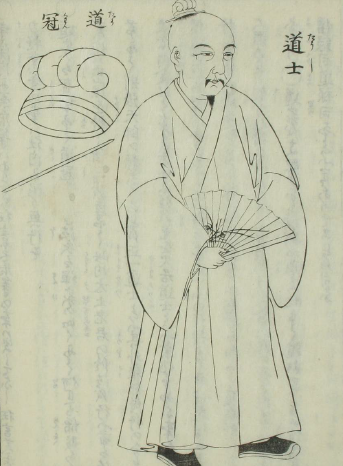
Kleidung eines taoistischen Priesters (Qing-Dynastie)

## Galerie

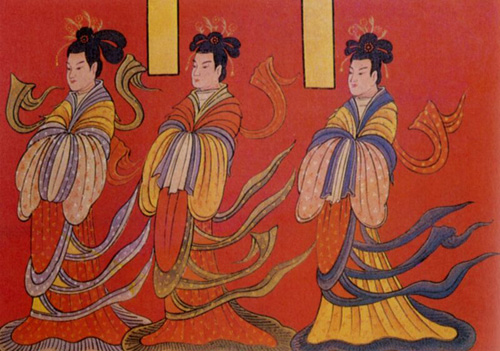
Tsa-chü-ch'ui-shao-fu, Nördliche Wei-Dynastie (5. Jh. n. Chr.)
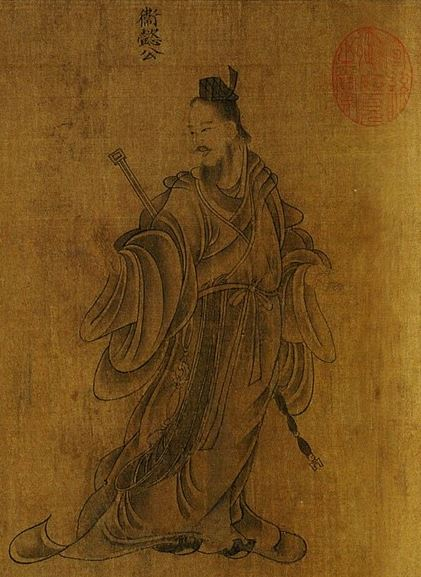
Porträt von Herzog Yi von Wey im Hanfu von Ku K'ai-chih
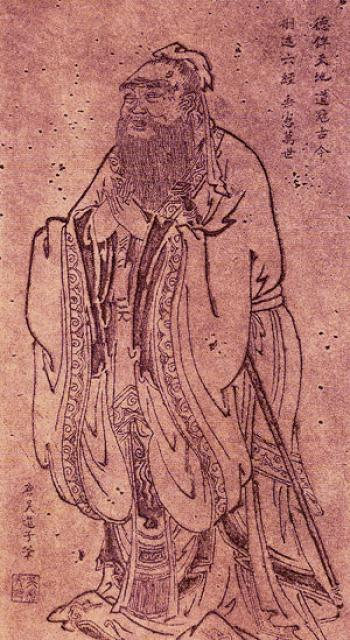
Porträt von Konfuzius im Hanfu von Wu Daozi, Tang-Dynastie (680 bis 740)
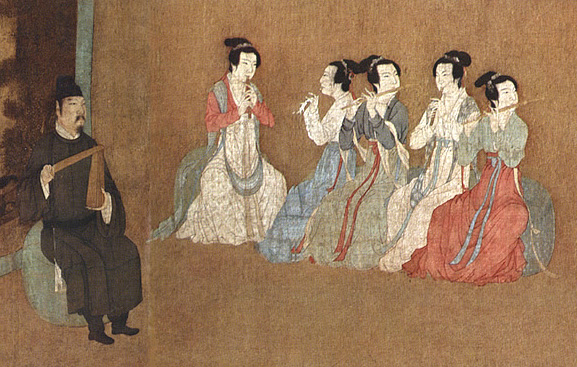
„Nachtbankett des Han Xizai“. Der Hofmusikdirektor links mit einer Klapper paiban, die Frauen spielen zwei Doppelrohrblattinstrumente guan und drei Querflöten dizi. Gemälde des 12. Jh.
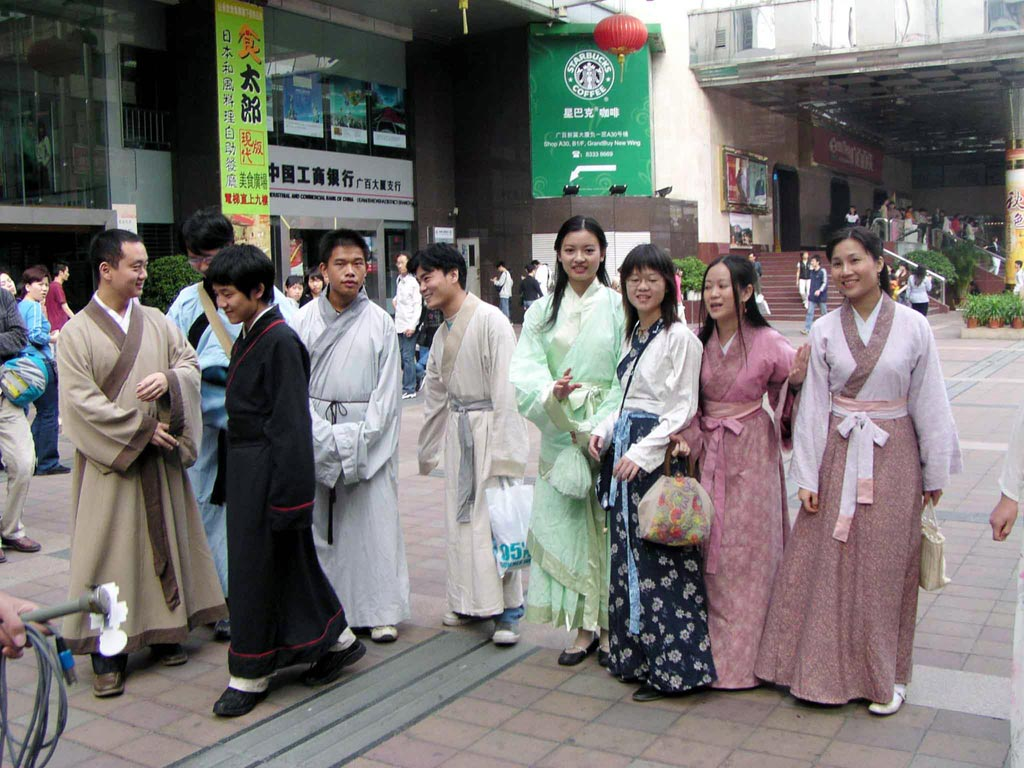
Junge Leute in Hanfu, 2007
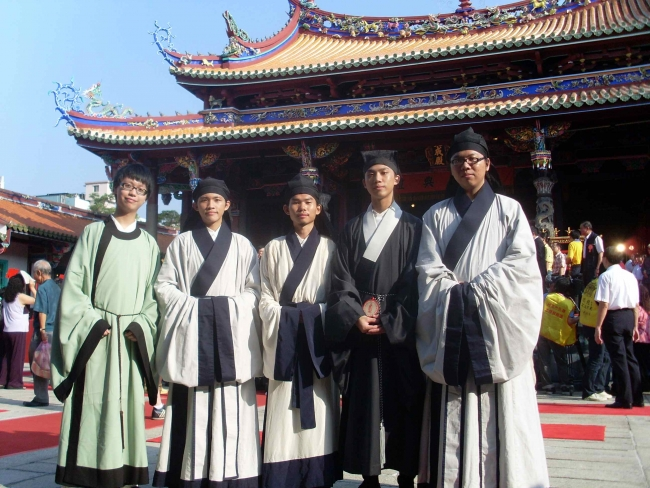
Junge Leute in Hanfu, 2009
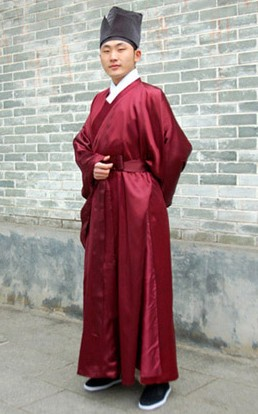
Mann in Hanfu (Daopao, daoistische Robe), 2009
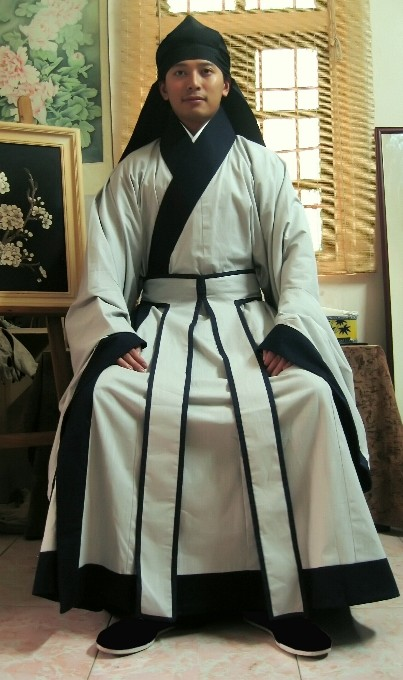
Mann in Hanfu (Shenyi, tiefes Gewand)